# Nicomaco Flaviano (prefetto del pretorio)
Nicomaco Flaviano (in latino Nicomachus Flavianus; fl. 382-432) è stato un funzionario romano; appartenente alla nobile famiglia dei Nicomachi, servì sotto l'imperatore Teodosio I, l'usurpatore Eugenio, l'imperatore Onorio e l'imperatore Valentiniano III, ricoprendo, tra le altre, le cariche di praefectus urbi di Roma (tre volte tra il 392 e il 408) e di prefetto del pretorio d'Italia (431).
Come tradizione della sua famiglia, si dedicò anche allo studio della letteratura latina, curando un'importante edizione di Tito Livio.
Fu detto "il Giovane", per distinguerlo dal padre, Virio Nicomaco Flaviano.

## Biografia

### Origini famigliari
Flaviano apparteneva alla famiglia dei Nicomachi, un'influente famiglia senatoriale romana. Suo padre era il politico e storico pagano Virio Nicomaco Flaviano, ed è noto che avesse almeno un fratello, forse di nome Venusto. Sposò la figlia di Quinto Aurelio Simmaco, dalla quale ebbe numerosi figli, tra cui una figlia di nome Galla;; insieme alla moglie ricevette numerose lettere da Simmaco. I Simmachi e i Nicomachi erano alleati politicamente, religiosamente e culturalmente da lungo tempo; fu probabilmente in occasione del matrimonio di Flaviano che fu prodotto il dittico «dei Nicomachi e dei Simmachi». Come tradizione della sua famiglia, fu patrono di Napoli.

### Carriera politica
La sua carriera è nota attraverso un'iscrizione trovata a Roma, nei pressi del Foro di Traiano, su di una statua eretta in onore di Flaviano padre e restaurata nel 431 in onore di Flaviano figlio, dal nipote Appio Nicomaco Dexter.
Il suo primo incarico fu quello di consularis Campaniae, cioè di governatore della Campania; questo ufficio fu ricoperto in un periodo non noto, ma precedentemente all'incarico successivo, quello di proconsul Asiae, governatore dell'Asia Minore, che tenne dal 382 al 383. Simmaco riferisce in una sua lettera che Flaviano padre ritardò la partenza del figlio per la sua provincia. Mentre era in carica, Flaviano figlio ricevette alcune leggi poi incluse nel Codice teodosiano e datate tra il 27 febbraio 382 e il 10 maggio 383, e Imerio gli dedicò tre orazioni. Fustigò un decurione, e per questo motivo fu rimosso dall'incarico; per evitare l'ira dell'imperatore tornò a casa via nave. Quando l'imperatore Teodosio I giunse in Italia (389/391), Flaviano fu richiamato a corte, ma non ricevette alcuna promozione.
Dopo la morte dell'imperatore Valentiniano II (15 maggio 392), che regnava in Occidente con Teodosio come collega in Oriente, il trono fu usurpato da Eugenio. Sebbene cristiano, Eugenio fondò il proprio potere sul sostegno dell'aristocrazia senatoriale pagana, che si opponeva all'intransigenza religiosa del cristiano Teodosio; sia Flaviano padre sia Flaviano figlio si schierarono dalla parte dell'usurpatore, e il secondo ricoprì la carica di praefectus urbi di Roma, ufficio durante il quale fece erigere il secretarium del Senato distrutto poi da un incendio e ricostruito nel 412. Quando le truppe di Eugenio furono sconfitte nella battaglia del Frigido (5-6 settembre 394), Flaviano il vecchio si suicidò; Teodosio non si rivalse su Flaviano figlio in alcun modo, se non chiedendogli di restituire lo stipendio ricevuto dal padre mentre era prefetto del pretorio sotto l'usurpatore.
La scelta di schierarsi dalla parte di Eugenio non poté che danneggiare, però, la carriera di Flaviano, specie dopo che Teodosio divenne l'unico imperatore. Simmaco suggerì al genero di prendere parte alla delegazione senatoriale che nel 397 presso l'imperatore Onorio (figlio e successore di Teodosio), allo scopo di riparare al proprio prestigio, ma apparentemente Flaviano non seguì il consiglio del suocero. Nel tardo 398 fu invitato all'inaugurazione del consolato di Manlio Teodoro per l'anno successivo.
Riuscì ad essere riabilitato agli occhi dell'imperatore, se tra il 399 e il 400 fu nuovamente praefectus urbi di Roma; va però notato che questo mandato fu considerato ufficialmente il primo, dato che il precedente era stato tenuto sotto un usurpatore, sebbene Flaviano privatamente li considerasse tutti validi. Mentre era in carica, ricevette numerose leggi poi confluite nel Codice teodosiano, datate tra il 6 giugno 399 e l'8 novembre 400.
Fu praefectus urbi per la terza volta (ufficialmente la seconda) nel 408 (è attestato in carica da una legge datata 29 novembre).
Nel 414 fu inviato in Africa insieme a Ceciliano per indagare a seguito di alcune lamentele.
Tra il 431 e il 432 fu prefetto del pretorio d'Italia, Illirico e Africa, come attestato da alcune leggi.

## Edizione dell'opera di Tito Livio
Sempre dalla propria famiglia, Flaviano ereditò l'interesse per l'edizione delle opere della letteratura latina di autori pagani.
Attorno al 408 produsse un'edizione emendata dei primi dieci libri della Ab Urbe condita di Tito Livio. Questa edizione presenta una prima sottoscrizione alla fine del libro VI, in cui Flaviano, che si presenta come "tre volte prefectus Urbi", afferma di aver corretto il libro; una seconda sottoscrizione è alla fine del libro VII, in cui Flaviano afferma di aver completato il lavoro di emendamento ad Enna (è noto che avesse proprietà in Sicilia), mentre l'ultima sottoscrizione compare alla fine del libro VIII, e in essa precisa di aver curato l'edizione dell'opera mentre era a Thermae.
Il lavoro di Flaviano si basava su di una prima edizione emendata da Tascio Vittoriano e da lui dedicata a Simmaco, che acquistò il manoscritto; il testo emendato una seconda volta da Flaviano e infine una terza da suo nipote Appio Nicomaco Dexter. Tutti i manoscritti dei primi dieci libri della Ab Urbe condita di Livio che furono copiati durante il Medio evo discendono direttamente da questa edizione, grazie alla quale questi libri si sono conservati.